# Рябинный
Рябинный — посёлок в Тоцком районе Оренбургской области. Входит в состав Верхнебузулукского сельсовета.
Стоит на реке Бузулук. 

## История
В 1966 г. Указом Президиума ВС РСФСР поселок фермы №1 совхоза «Бузулукский» переименован в Рябинный.

## Население
| 2010 |
| ---- |
| 109  |

## Инфраструктура
Развито сельское хозяйство. Действовало отделение совхоза «Бузулукский».

## Транспорт
Просёлочные дороги.